# Pagani (Italia)
Pagani es una localidad y comune italiana de la provincia de Salerno, región de Campania, con 35.942 habitantes.
San Alfonso María de Ligorio murió en Pagani y es santo patrono de la ciudad.

## Historia
En la época romana, en esta área nació el pueblo de Taurania, luego conquistado por el legionario Barbatus, fue sometido a la ciudad de Nuceria Alfaterna, más tarde se llamará Barbazzano.
En el siglo IX, para alejar las incursiones de los sarracenos, los normandos construyeron en esta área el castillo de Cortimpiano (Curtes in planum), del cual el propietario se convirtió en la familia Pagano, que en el siglo XV tomó posesión de toda Nocera. Pagani y Barbazzano se convirtieron en el municipio de Nocera de' Pagani hasta 1806, cuando se unieron y nació el municipio actual.

## Evolución demográfica
| Gráfica de evolución demográfica de Pagani entre 1861 y 2001 |
|                                                              |
| Fuente ISTAT - elaboración gráfica de Wikipedia              |